# Catedral de la Intercesión (Járkov)
La catedral de la Intercesión (en ucraniano: Собор Покрови Пресвятої Богородиці) es una de las catedrales ortodoxas ucranianas que se sitúan en Járkov, Ucrania. El templo está bajo la jurisdicción de la eparquía de Járkov y se trata de la catedral más antigua de la ciudad. La Catedral de la Intercesión, junto con las catedrales de la Anunciación y la Dormición forman el triángulo dorado de las catedrales de Járkov.

## Geografía
La catedral está ubicada en la calle Universidad 8 de Járkov, en el óblast de Járkov.   

## Historia
La primera iglesia de madera fue construida en la primera mitad del siglo XVII y consagrada en honor de la Intercesión de la Madre de Dios. En 1659 los cosacos locales decidieron construir un templo de piedra, terminado en 1689 y consagrado por el obispo Abraham Yujov. La iglesia de piedra fue diseñada al estilo tradicional ucraniano: una basílica de tres cúpulas ubicada en un cálido templo "invernal". La parte superior estaba conectada al campanario mediante una galería del nártex.
En 1726, el obispo de Bélgorod Epifanio Tijorski y el mariscal de campo Mijáil Mijáilovich Golitsin (gobernador de Ucrania Libre) establecieron el monasterio de Prokov, que incluía un colegio universitario, el primer centro de educación superior en Járkov.La iglesia de Pokrovski fue restaurada en 1729 y equipada con vajilla eclesiástica nueva. En 1732, el campanario recibió una nueva campana de 1,6 toneladas. En 1799-1846 la iglesia tenía el estatus de catedral. 
Con la llegada al poder de los bolcheviques, la catedral fue cerrada en la década de 1920 y estuvo deteriorado durante más de 30 años. En la década de 1950 se intentó restaurar estéticamente y en la década siguiente se desarrolló un proyecto para restaurar el templo en su forma original, con una galería entre la iglesia y el campanario. Se desmanteló el refectorio entre la iglesia y el campanario, así como la transición a la residencia episcopal y a la iglesia Ozerianska, pero después de eso se detuvo la reconstrucción y la catedral permaneció en los andamios hasta la reconstrucción.
En 1992 volvió a estar bajo la dirección de la Iglesia ortodoxa ucraniana.

## Arquitectura
El complejo religioso incluye un seminario, la propia catedral de la Intercesión, la residencia episcopal y la iglesia de la Madre de Dios Ozerianska.     
Construido en el característico estilo barroco ucraniano, la catedral es uno de los edificios más característicos de la ciudad.Tres cúpulas dominan la base de la catedral, de estilo más sobrio. El campanario fue construido al mismo tiempo que la iglesia, más achaparrada y todavía forma parte de la fortificación de la ciudad. La apariencia monumental del templo se combina con la refinada belleza y elegancia del interior.    
En el siglo XIX se construyó junto a la catedral la iglesia de la Madre de Dios Ozerianska, cuyo color amarillo contrasta con el azul de la catedral.    

## Galería

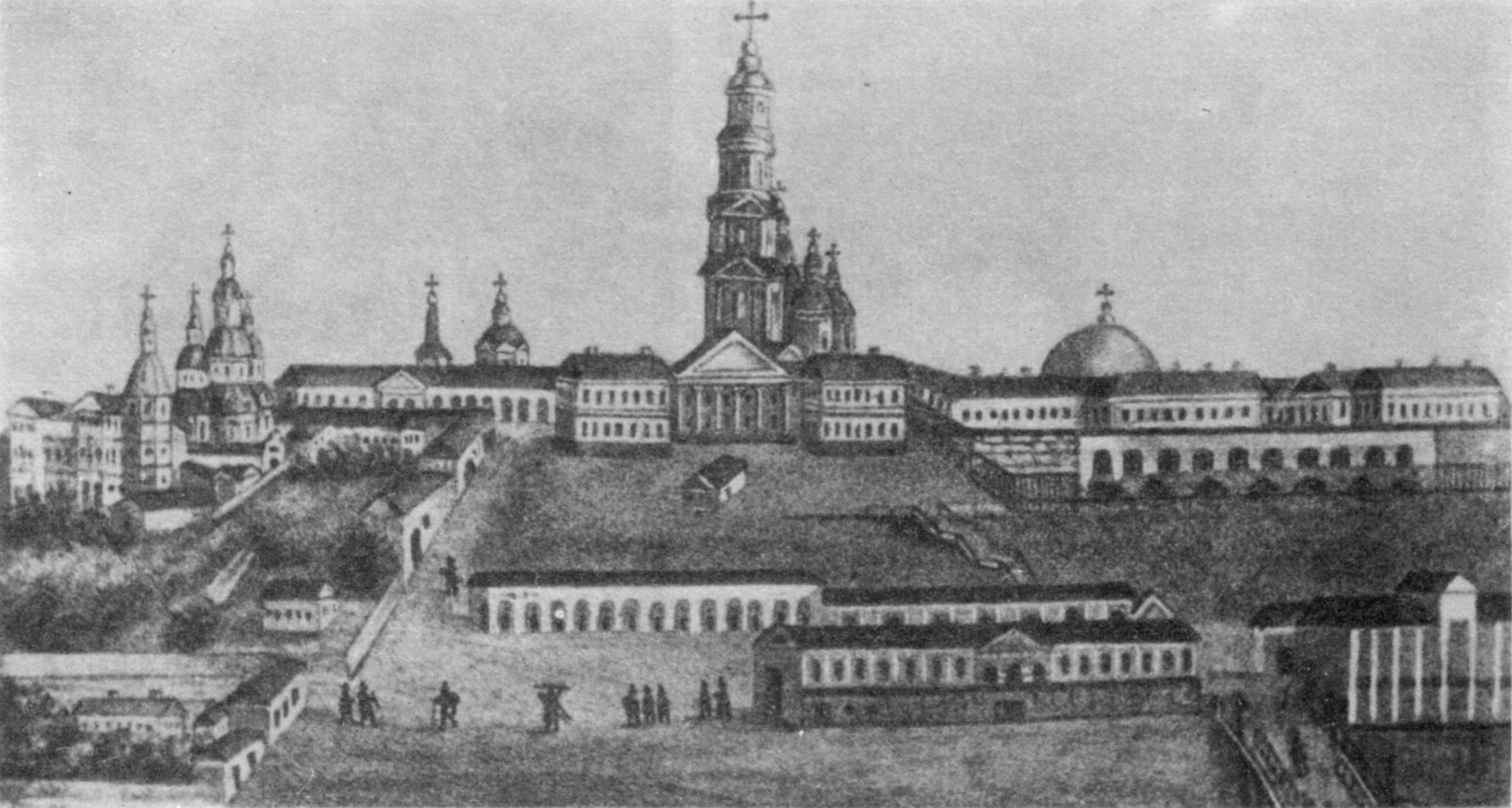
Grabado de la década de 1840
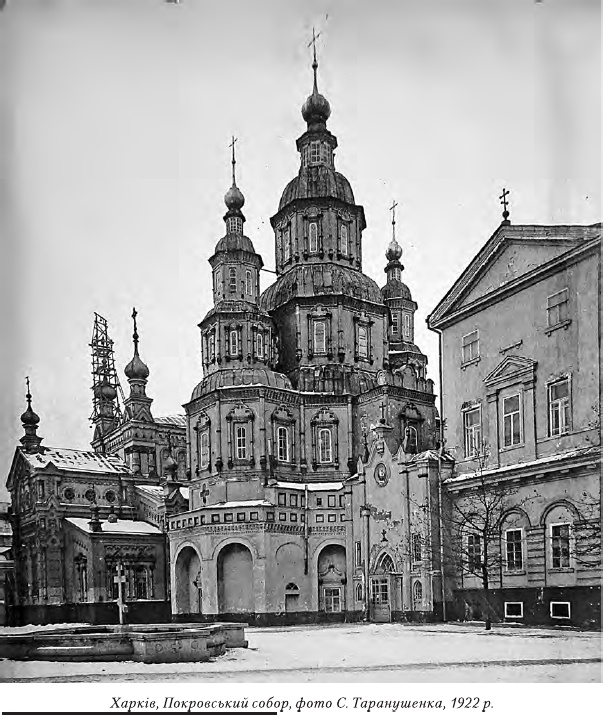
Catedral de Pokrov en 1922
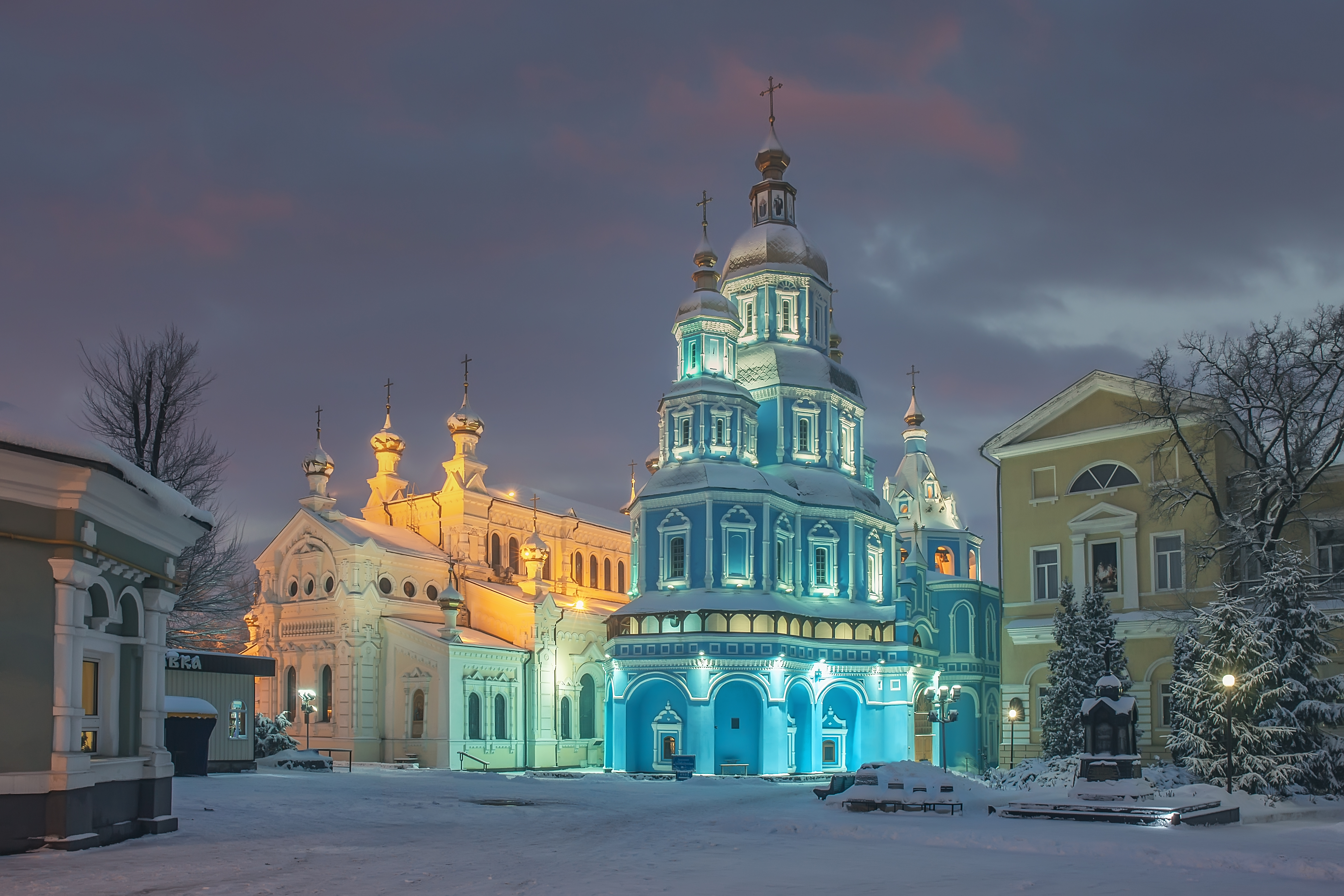
La catedral de noche
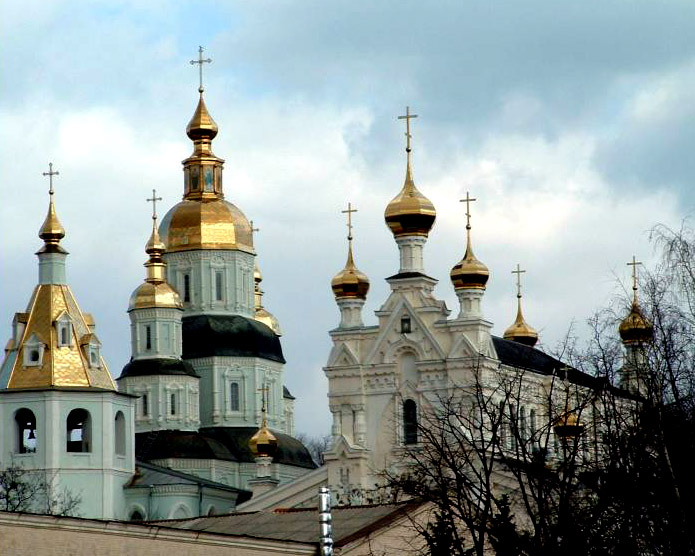
Cúpulas de la catedral
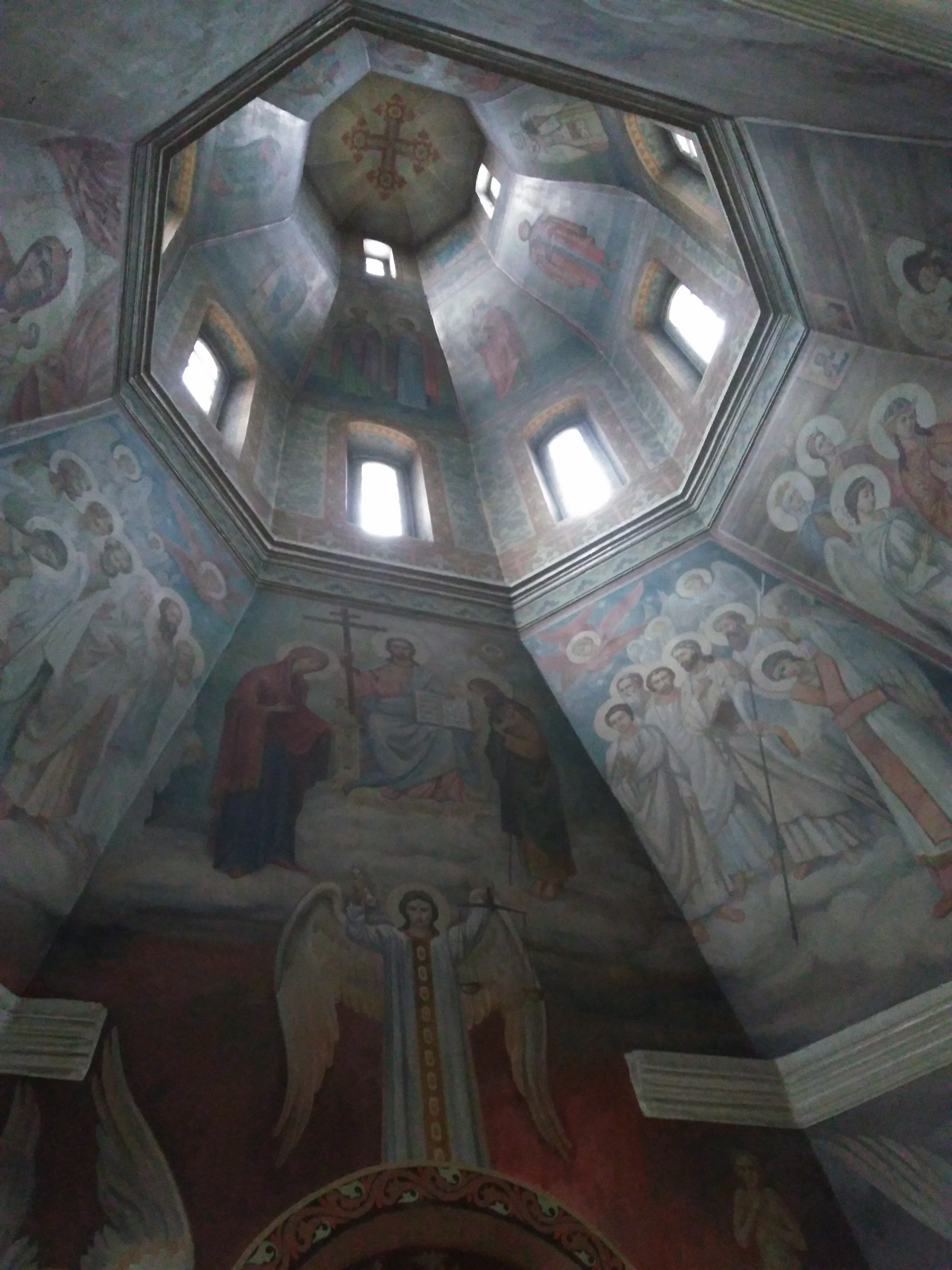
Interior de la cúpula central